# Brie-sous-Barbezieux
Brie-sous-Barbezieux é uma comuna francesa na região administrativa da Nova Aquitânia, no departamento de Charente. Estende-se por uma área de 6,5 km². Em 2010 a comuna tinha 133 habitantes (densidade: 20,5 hab./km²).